# Pascal Rambert
 (juillet 2025).
Il peut être nécessaire de l'améliorer pour respecter le principe de neutralité de point de vue. Veuillez consulter la page de discussion pour plus de détails.

Pour les articles homonymes, voir Rambert.
Pascal Rambert est un auteur, metteur en scène et directeur de théâtre français né le 1er juillet 1962 à Nice. Il est également réalisateur et chorégraphe.

## Biographie

### Enfance et formation
Entre ses 16 et ses 18 ans, il écrit des textes édités dans la revue Doc(k)s du poète Julien Blaine et dans Poésie d’Ici. Proche du mouvement Fluxus, il rencontre l’artiste Ben.
Au début des années 80, il crée son premier groupe de théâtre à 17 ans et met en scène Arlequin poli par l'amour de Marivaux. Il suit dès lors des études de philosophie et a pour professeur le philosophe Clément Rosset.
Il rencontre Jean-Pierre Vincent, Claude Régy puis Antoine Vitez et crée son second groupe de théâtre « side one / posthume théâtre » afin de mettre en scène Léonce et Léna de Georg Büchner au nouveau théâtre de Nice. Le spectacle est repris au Théâtre de la Bastille à Paris lors de sa réouverture en janvier 1983.
De janvier à juin il est élève d’Antoine Vitez à « L’Ouvroir de théâtre » au Théâtre National de Chaillot.

### Carrière

#### Auteur et metteur en scène
Pascal Rambert a été artiste associé de El Pavón Teatro Kamikaze (Madrid) de 2016 à 2020. Il est auteur associé au Théâtre National de Strasbourg depuis 2014 et artiste associé au Piccolo Teatro de Milan depuis 2022.
Ses textes (théâtre, récits, poésie) sont édités en France aux Solitaires Intempestifs, mais également traduits, publiés et mis en scène dans de nombreuses langues : anglais, russe, italien, allemand, japonais, mandarin, croate, slovène, polonais, portugais, espagnol, catalan, néerlandais, tchèque, thaï, danois et grec. Les créations de Pascal Rambert (théâtre, danse) sont produites et diffusées par la maison de production, Structure, qui est subventionnée par le Ministère de la Culture et de la Communication, et présentées en Europe, Amérique Centrale, Amérique du Sud, Afrique de Nord, Russie, Asie, Moyen-Orient.
Après une tournée française, Une (micro) histoire économique du monde, dansée, créée au T2G-Théâtre de Gennevilliers, en 2010, est reprise et adaptée par Pascal Rambert au Japon (à Fujimi, Shizuoka et Miyazaki), en Allemagne (à Hambourg et Karlsruhe), aux États-Unis (à New York, Los Angeles et Pittsburgh), en Égypte au Caire, et en Thaïlande à Bangkok,,.
Ses pièces chorégraphiques, dont la dernière Memento Mori,, créée en 2013 en collaboration avec l’éclairagiste Yves Godin, sont présentées dans les principaux festivals ou lieux consacrés à la danse contemporaine : Montpellier, Avignon, Utrecht, Genève, Ljubljana, Skopje, Moscou, Hambourg, Modène, Freiburg, Tokyo, New York.
Sa pièce Clôture de l'amour, créée au Festival d’Avignon en 2011 avec Audrey Bonnet et Stanislas Nordey connaît un succès mondial. Le texte a reçu en 2012 le Prix de la Meilleure création d’une pièce en langue française par le Syndicat de la Critique et le Grand Prix de littérature dramatique du Centre national du Théâtre. En 2013, Pascal Rambert a reçu le Prix de l’auteur au Palmarès du Théâtre. Fin 2017, Clôture de l’amour aura été jouée plus de 170 fois. La pièce est traduite en 23 langues. Il crée des adaptations de cette pièce en 10 langues : en russe au Théâtre d'art de Moscou, en anglais à New York, en croate à Zagreb, en italien à Modène, Rome et au Piccolo Teatro de Milan, en japonais à Shizuoka, Osaka et Yokohama, en allemand à Berlin et au Thalia Theater de Hambourg, en espagnol à Barcelone dans le cadre du Festival International Grec et à Madrid, Festival de Otoño, et en danois à Copenhague, Aalborg, Aarhus et Odense, en mandarin à Pékin, en arabe au Caire en Égypte, en basque à Bilbao, Saint-Sébastien, Pampelune, et Bayonne.
Il crée son texte Avignon à vie, lu par Denis Podalydès dans la Cour d'honneur du Palais des papes, pour le 67e Festival d’Avignon 2013.
Pascal Rambert met en scène sa pièce Répétition, écrite pour Emmanuelle Béart, Audrey Bonnet, Denis Podalydès de la Comédie-Française, Stanislas Nordey et Claire Zeller, et créée le 12 décembre 2014 au T2G -Théâtre de Gennevilliers centre dramatique national de création contemporaine dans le cadre du Festival d'Automne à Paris. Soixante représentations de celle-ci seront ensuite données en tournée en 2015 à Lyon, Lausanne, Poitiers, Modène, au Théâtre national de Strasbourg, à Clermont-Ferrand, au Théâtre National de Chaillot à Paris, Orléans, Châteauvallon et Valenciennes.
En juin 2015, dans l'espace nu du Théâtre des Bouffes du Nord qui lui consacre un festival, Pascal Rambert présente cinq de ses pièces : Memento Mori, Clôture de l'amour, Avignon à vie, De mes propres mains et Libido Sciendi.
Il crée en janvier 2016 sa pièce Argument, écrite pour Laurent Poitrenaux et Marie-Sophie Ferdane, au CDN Orléans/Loiret/Centre, puis la présentera à La Comédie de Reims et au T2G-Théâtre de Gennevilliers centre dramatique national de création contemporaine.
Il reçoit en 2016 le Prix du Théâtre de l’Académie française pour l’ensemble de son œuvre.
En mai 2017, il met en scène son texte Une vie qu’il a écrit pour les comédiens de la Comédie-Française, avec Cécile Brune, Denis Podaydès, Alexandre Pavloff, Hervé Pierre, Pierre Louis-Calixte, Jennifer Decker, au Théâtre du Vieux Colombiers à Paris.
En août 2017, il monte son texte GHOSTs avec les acteurs Taïwanais pour l’ouverture du Art Tapei Festival. En mai 2018, il crée la version japonaise de cette même pièce à Agora Theater à Tokyo.
Il écrit Actrice pour les acteurs du Théâtre d’Art de Moscou qu’il met en scène en France le 12 décembre 2017 au Théâtre des Bouffes du Nord à Paris, avec Marina Hands, Audrey Bonnet Jakob Öhrman, Elmer Bäck, Rasmus Slätis, Jean Guizerix, Emmanuel Cuchet, Ruth Nüesch, Luc Bataïni, Lyna Khoudri, Yuming Hey, Sifan Shao, Laetitia Somé, et, en alternance, Anas Abidar, Nathan Aznar et Samuel Kircher, et qui tournera de janvier à mars 2018.
Il écrit et met en scène Reconstitution en mars 2018 pour et avec Véro Dahuron et Guy Delamotte au Panta Théâtre à Caen.
Il écrit Nos parents pour les comédiens de la Manufacture qu’il met en scène à Vidy Lausanne en avril 2018.
En septembre 2018, il monte son texte Christine à la Comédie de Genève dans le cadre du Festival Julie's Party, et il crée Teatro au Teatro Nacional Dona Maria II avec Beatriz Batarda, Cirila Bossuet, João Grosso, Lúcia Maria, Rui Mendes.
En novembre 2018, il met en scène Sœurs ( Marina & Audrey ), un texte écrit pour Marina Hands et Audrey Bonnet, interprété par elles-mêmes,. En décembre 2018, il crée Hermanas au Teatro Central de Séville, la version espagnole de Soeurs avec Barbara Lennie et Irène Escolar.
Il écrit Mont Vérité pour les élèves du groupe 44 de l'école du TNS, création au Printemps des Comédiens début juin 2019.
Il écrit Architecture pour Emmanuelle Béart, Anne Brochet, Audrey Bonnet, Marie-Sophie Ferdane, Denis Podalydès, Arthur Nauzyciel, Laurent Poitrenaux, Stanislas Nordey, Pascal Rénéric et Jacques Weber, présentée en ouverture du Festival d'Avignon 2019, dans la Cour d'honneur du Palais des papes.
Il écrit et met en scène Desaparecer pour le Teatro Juan Ruiz de Alarcòn (Mexico City, Mexique) - création UNAM le 28 février 2020.
Il écrit et met en scène 3 annonciations pour Audrey Bonnet, Silvia Costa, Bárbara Lennie en alternance avec Itsaso Arana, création le 29 septembre 2020 au Théâtre National de Bretagne et tournée en France et en Europe en 2020-21. Réalisation du film 3 annonciations, filmé par Caroline Champetier.
Création de Ōed, la version estonienne de Soeurs à Tallin (entrée au répertoire au Tallinna Linnateater), de Sorelle, la version italienne à Turin (Teatro Astra) en mars 2021 et de Αδελφές, la version grecque à Athènes (Michael Cacoyannis Fondation) en novembre 2021.
Il écrit et met en scène STARs pour la Comédie de Genève (Suisse) - création le 25 février 2021.
Il met en scène maitasunaren itxiera la version basque de Clôture de l'amour en avril 2021, création au Teatro Arriaga. Il écrit et met en scène Dreamers pour l'école du TNB (création juin 2021 au TNB-Rennes). Il écrit et met en scène Deux amis avec Charles Berling et Stanislas Nordey (création juillet 2021 au Festival d'été de Châteauvallon). Il écrit et met en scène Kotatsu (création septembre 2021 à l'Ebarra Riverside Theater de Toyooka, Japon).
Il écrit et met en scène 8 ensemble dans le cadre du projet Talents Adami Théâtre 2021 (création Cartoucherie de Vincennes).
Début 2022, il crée les versions américaines de De mes propres mains et L’Art du Théâtre à PS21 (New-York) dans le cadre du Festival Under the Radar.
Il écrit et met en scène Sowane qu’il a écrite pour des comédiennes et comédiens du Caire (EGY) (création octobre 2022 pendant le D-CAF festival), il adapte la version française de son monologue Perdre son sac qui sera interprété par Lyna Khoudri (création novembre 2022 à Rabat (MA), il crée la pièce L’interview qu’il a écrit pour Pierrette Monticelli (création au Nest Théâtre à Thionville), et écrit une nouvelle pièce, Je te réponds, pour 8 personnes détenues du centre pénitentiaire Sud Francilien de Réau (création janvier 2023).
Il crée Finlandia, avec Irene Escolar et Israel Elejalde au Teatro de la Abadia de Madrid en septembre. La version française de Finlandia sera créée en mars 2024 au Théâtre des Bouffes du Nord (Paris).
Il crée M’Tao, la version burkinabée de Sœurs aux Récréatrales de Ouagadougou.
Il adapte la version française de son monologue Perdre son sac interprété par Lyna Khoudri (création octobre 2022 à Tanger, Maroc) et crée la pièce Ranger qu’il a écrite pour Jacques Weber (création Théâtre National de Bretagne janvier 2023).
En 2023, il crée Mon absente pièce chorale pour onze comédien.nes au Théâtre Liberté de Toulon et au Théâtre National de Strasbourg. Il crée la pièce Prima - premier volet de sa trilogie écrite pour le Piccolo Teatro de Milan où il est artiste associé.
À l’automne, il crée Das Theater pour une trentaine de comédien.nes roumain.es (au Deutsche Theater de Timisoara) et Al Sowane pour une quinzaine de comédien.nes égyptien.nes (au Donwtown Cairo Festival du Caire).
En janvier 2024, il a créé seizeaucentre, pièce écrite pour les élèves comédien.ne.s de l’Ecole du Nord. En mars 2024 il a créé la version française de Finlandia au Théâtre des Bouffes du Nord et la version urugayenne au Teatro Nacional de Montevideo. 
En juin 2024 il a créé Dreamers #2, pièce écrite pour les élèves de l’école du Théâtre National de Bretagne et en septembre 2024 L’interview #2 à Vidy Lausanne pour et avec Yvette Théraulaz et Clémentine Le Bas. En 2025 il créera la version mexicaine de Ranger, la pièce ICI écrite et mise en scène produite par l’Institut Français du Maroc à Rabat avec les élèves comédien.ne.s de l’ISADAC, et le premier volet de sa trilogie française Les conséquences avec Audrey Bonnet, Anne Brochet, Paul Fougère, Lena Garrel, Jisca Kalvanda, Marilú Marini, Arthur Nauzyciel, Stanislas Nordey, Laurent Sauvage, Mathilde Viseux et Jacques Weber au TNB à Rennes, qui tournera à Paris au Théâtre de la Ville dans le cadre du Festival d'Automne à Paris, Annecy et Nice (tournée en cours). Il reprendra Soeurs avec Audrey Bonnet et Victoria Quesnel en 2026 à La Comète à Châlons-en-Champagne et à Paris au Théâtre de l’Atelier.

#### Directeur
De 2007 à fin 2016, il est directeur du T2G-théâtre de Gennevilliers qu'il a transformé en centre dramatique national de création contemporaine, lieu exclusivement consacré aux artistes vivants (théâtre, danse, opéra, art contemporain, cinéma, philosophie).

#### Réalisateur
Il est le réalisateur de courts métrages sélectionnés et primés aux festivals de Pantin, Locarno, Miami, Paris.

## Œuvres publiées
- Le Réveil, Actes Sud-Papiers, 1988
- Les Parisiens ou l'Été de la mémoire des abeilles, Actes Sud-Papiers, 1989
- John & Mary, Actes Sud-Papiers, 1992
- Les Dialogues, Actes Sud-Papiers, 1992
- De mes propres mains, Solitaires intempestifs, 1997
- Race, Solitaires intempestifs, 1997
- Long Island, Solitaires intempestifs, 1998
- Asservissement sexuel volontaire, Solitaires intempestifs, 2000
- Récit de la préparation de Gilgamesh jusqu'à la première répétition en Avignon, Solitaires intempestifs, 2000
- Le Début de l'A, Solitaires intempestifs, 2001
- « ASV pr ; auto-interview trafiquée en plein air 6204+3 », LEXI/textes, L'Arche, no 5,‎ 2001
- « Où le plus grand événement est l’envol d’un coq de bruyère, nouvelle auto-interview enregistrée à Kyoto et Tokyo en avril 2003, (exemplaire 002) », LEXI/textes, L'Arche, no 7,‎ 2003
- Paradis (un temps à déplier), Solitaires intempestifs, 2004
- Mon fantôme (cantate), Solitaires intempestifs, 2004
- Gennevilliers roman 0708, Solitaires intempestifs, 2007
- Toute la vie, Solitaires intempestifs, 2007
- L'Art du théâtre, Solitaires intempestifs, 2007
- Avignon à vie, Solitaires intempestifs, 2010
- Clôture de l'amour, Solitaires intempestifs, 2011
- (de) Ende einer Liebe (trad. Peter Stephan Jungk), S Fischer Verlag, 2012
- (es) Clausura del Amor (trad. Humberto Perez Mortera), Éditions Los Textos de La Capilla, 2013
- (it) Clôture de l'Amour (trad. Bruna Filippi), Éditions Emilia Romagna Teatro Fondazione, 2013
- (hr) Zatvaranje ljubavi (trad. Ivica Buljan), Éditions Fraktura, 2013
- (th) Closing of Love (trad. Pakawalee Kongkrapan et Phrae Chittiphalangsri), éditions Butterfly, 2013
- Répétition, Solitaires intempestifs, 2014Prix Émile-Augier 2015 de l'Académie française
- Lac, Solitaires intempestifs, 2015
- Libido Sciend, Solitaires intempestifs, 2015
- Argument, Solitaires intempestifs, 2016
- Actrice, Solitaires intempestifs, 2017
- Reconstitution, Solitaires intempestifs, 2017
- Clôture de l’amour, Solitaires intempestifs, coll. « Classiques Contemporains », 2017
- Une vie, Solitaires intempestifs, 2017
- Théâtre 1987-2001, Solitaires intempestifs, 2017
- Sœurs (Marina & Audrey), Solitaires intempestifs, 2018
- Architecture, Solitaires intempestifs, 2019
- Perdre son sac, Solitaires intempestifs, 2019
- Mont Vérité, Solitaires intempestifs, 2019
- Mes frères, Solitaires intempestifs, 2020
- 3 annonciations, Solitaires intempestifs, 2020
- Deux amis, Solitaires intempestifs, 2021
- TOI, Solitaires intempestifs, 2021
- Ranger, Solitaires intempestifs, 2022
- Mon absente, Solitaires intempestifs, 2023
- Finlandia, Solitaires intempestifs, 2024
- Les conséquences, Solitaires intempestifs, 2025

## Filmographie

### Acteur
- 2000 : Le Bel Hiver, court métrage d'Olivier Torres

### Réalisateur
- 2004 : Quand nous étions punk
- 2005 : Car Wash
- 2006 : Début
- 2008 : Avant que tu reviennes
- 2009 : Premier anniversaire
- 2020 : 3 annonciations

### Apparitions documentaire
- 2004 : Paradise now - Journal d'une femme en crise d'Yolande Zauberman
- 2006 : Noise d'Olivier Assayas